# 検察庁
検察庁（けんさつちょう、英: Public Prosecutors Office、略称：PPO）は、日本の行政機関のひとつ。検察官の事務を統轄する法務省の特別の機関である。最高検察庁、高等検察庁、地方検察庁および区検察庁の4種の検察庁が設置されている。

## 概要

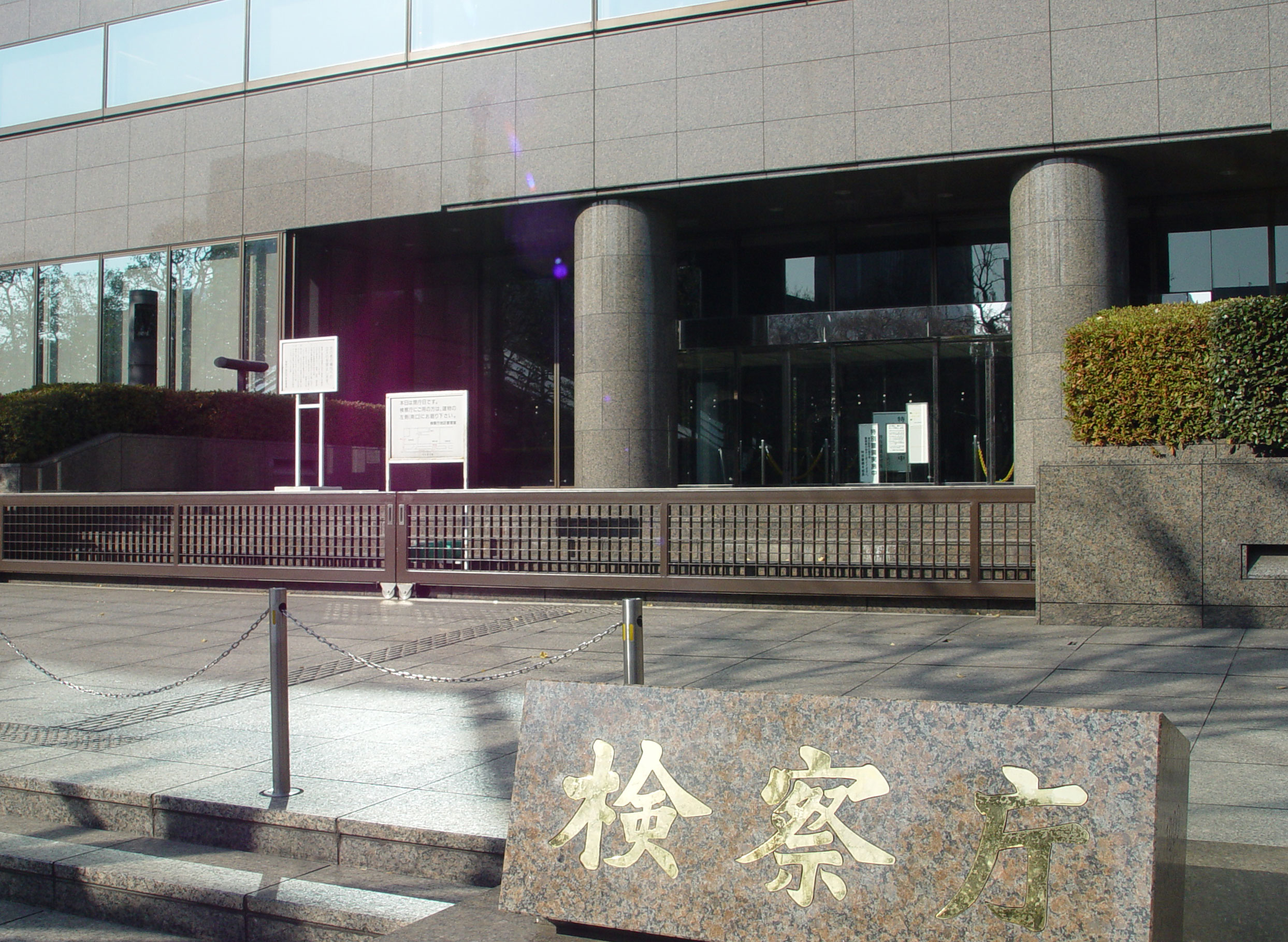
検察庁の石銘板

検察官は独任制官庁であるとともに、検事総長を頂点とする指揮命令系統に服する（検察官一体の原則）。検察庁は、このような検察官の行う事務を統轄する官署であり、国家行政組織法8条の3、法務省設置法14条および検察庁法に基づいて置かれる法務省の特別の機関である。検察庁は各裁判所（最高裁判所、高等裁判所、地方裁判所および簡易裁判所）に対応して最高検察庁、高等検察庁、地方検察庁および区検察庁の4種が設置されている。
政治からの一定の独立性を保持しており、法の正義に従った職能の行使が期待される。政治的に任命される法務大臣は行政機関たる検察庁を擁する法務省の長であることから、下部機関である各検察官に対し指揮する権限を有するとも解しうるところ、公訴権の行使に対する不当な政治的介入を防止する観点から、検察庁法において具体的事案に対する指揮権の発動は検事総長を通じてのみ行い得るとの制限が規定されており、法務大臣が特定の事件に関して直接的に特定の検察官に対し指揮をすることは認められていない。
指揮権については法務大臣と検事総長の意見が対立する場合に問題となり、かつては法務大臣の指揮に従わないこともありうる旨を述べた検事総長が国会などで問題とされたこともあった。国家公務員法には「職員は、その職務を遂行するについて、法令に従い、かつ、上司の職務上の命令に忠実に従わなければならない」とあることから、法的には検事総長は法務大臣の職務命令に重大かつ明白な瑕疵がない限り服従する義務があり、その結果の是非については指揮権を発動した法務大臣が政治的責任として負うことになる。

## 構成

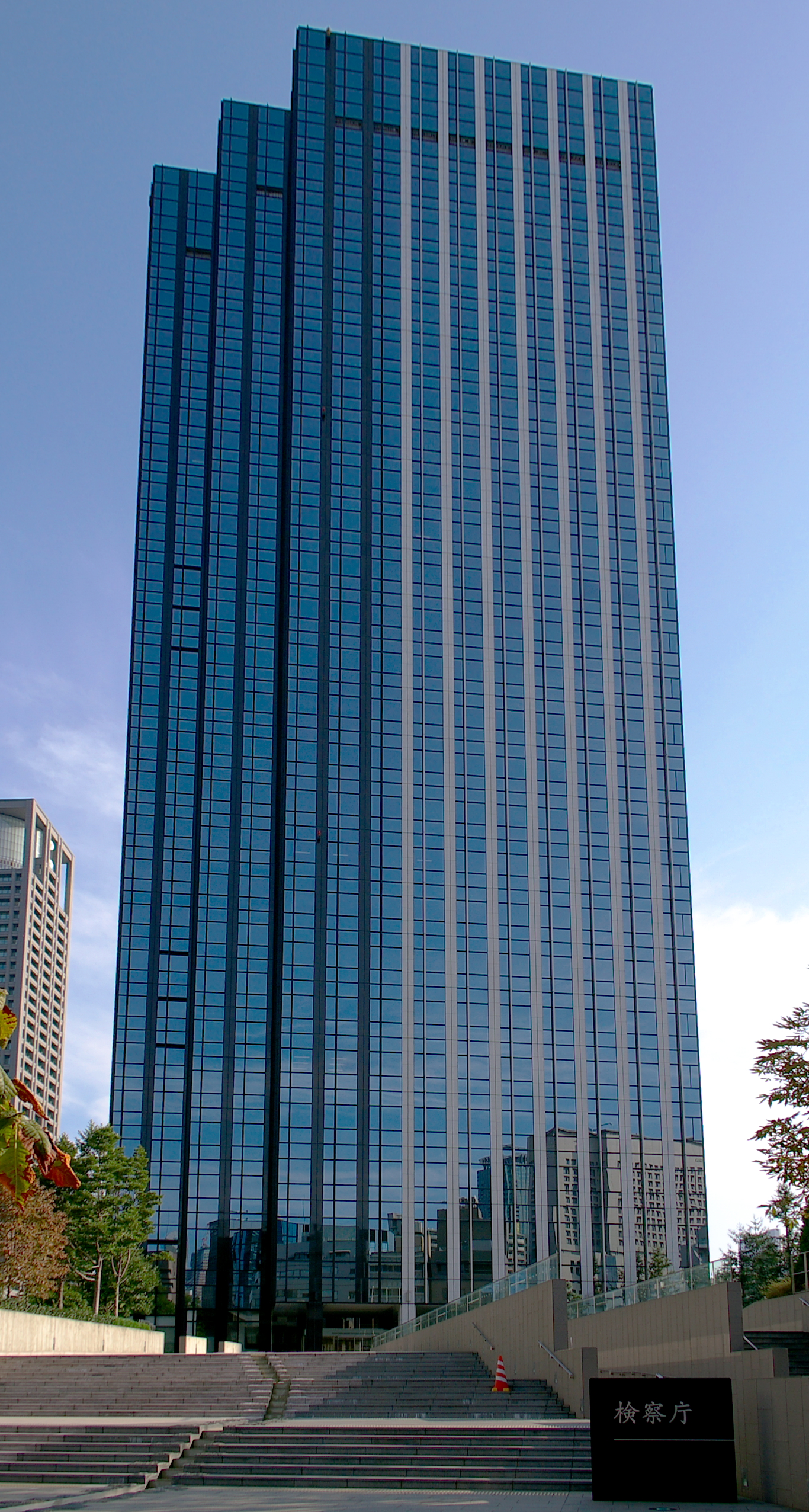
大阪高等検察庁、大阪地方検察庁、大阪区検察庁がある大阪中之島合同庁舎

最高検察庁の位置並びに最高検察庁以外の検察庁の名称及び位置を定める政令(昭和22年政令第35号）、地方検察庁支部設置規則（昭和22年司法省令第42号）及び昭和二十三年法務庁令第一号（検察庁法第二条第四項の規定による各高等裁判所支部に対応して各高等検察庁支部を設置する庁令）に基づき裁判所の本庁・支部に対応して設置されている。なお裁判所の支部は最高裁判所規則に基づいて設置される。
最高検察庁 - 最高裁判所に対応
略称は最高検。検事総長を長とし、次長検事が補佐をする。検事総長および次長検事は認証官。
高等検察庁・8庁（支部6庁） - 高等裁判所に対応
略称は高検。検事長を長とする。検事長は認証官である。札幌、仙台、東京、名古屋、大阪、広島、高松、福岡の8か所にある。
地方検察庁・50庁（支部203庁） - 地方裁判所、家庭裁判所に対応
略称は地検。検事正を長とする。
区検察庁・438庁 - 簡易裁判所に対応
略称は区検。上席検察官（不置の区検においては検事正の指定する検察官）を長とするが、区検の所在地を管轄する地検の検事正の指揮監督を受ける。
| 札幌高等検察庁 （北海道地方） | 仙台高等検察庁 （東北地方） | 東京高等検察庁 （関東地方） | 名古屋高等検察庁 （中部地方） |
| --- | --- | --- | --- |
| 札幌地方検察庁 函館地方検察庁 旭川地方検察庁 釧路地方検察庁 | 仙台地方検察庁 【宮城県】 福島地方検察庁 【福島県】 山形地方検察庁 【山形県】 盛岡地方検察庁 【岩手県】 秋田地方検察庁 【秋田県】 青森地方検察庁 【青森県】 | 東京地方検察庁 【東京都】 横浜地方検察庁 【神奈川県】 さいたま地方検察庁 【埼玉県】 千葉地方検察庁 【千葉県】 水戸地方検察庁 【茨城県】 宇都宮地方検察庁 【栃木県】 前橋地方検察庁 【群馬県】 静岡地方検察庁 【静岡県】 甲府地方検察庁 【山梨県】 長野地方検察庁 【長野県】 新潟地方検察庁 【新潟県】 | 名古屋地方検察庁 【愛知県】 津地方検察庁 【三重県】 岐阜地方検察庁 【岐阜県】 福井地方検察庁 【福井県】 金沢地方検察庁 【石川県】 富山地方検察庁 【富山県】                                                         |
| 大阪高等検察庁 （近畿地方） | 広島高等検察庁 （中国地方） | 高松高等検察庁 （四国地方） | 福岡高等検察庁 （九州地方） |
| 大阪地方検察庁 【大阪府】 京都地方検察庁 【京都府】 神戸地方検察庁 【兵庫県】 奈良地方検察庁 【奈良県】 大津地方検察庁 【滋賀県】 和歌山地方検察庁 【和歌山県】 | 広島地方検察庁 【広島県】 山口地方検察庁 【山口県】 岡山地方検察庁 【岡山県】 鳥取地方検察庁 【鳥取県】 松江地方検察庁 【島根県】                           | 高松地方検察庁 【香川県】 徳島地方検察庁 【徳島県】 高知地方検察庁 【高知県】 松山地方検察庁 【愛媛県】 | 福岡地方検察庁 【福岡県】 佐賀地方検察庁 【佐賀県】 長崎地方検察庁 【長崎県】 大分地方検察庁 【大分県】 熊本地方検察庁 【熊本県】 鹿児島地方検察庁 【鹿児島県】 宮崎地方検察庁 【宮崎県】 那覇地方検察庁 【沖縄県】 |

## 組織及び関連法令

### 組織
最高検察庁、各高等検察庁および各地方検察庁には事務局が置かれており、総務部、刑事部、公判部、交通部、道路交通部、特別刑事部、特別捜査部が置かれている地方検察庁もある。各高等検察庁には総務部、刑事部、公安部、公判部が置かれ、最高検察庁にはその他に監察指導部が置かれる。所管事務は次のようになる。
- 事務局 - 事務局に置かれる課・室の所管事務等
- 総務部 - 公判の運営一般（公判部のない高等検察庁の場合）。検察審査会、国家賠償法、個人情報保護、情報公開に関すること。
- 交通部 -  交通関係事件の捜査及び処分の決定等
- 道路交通部 -  道路交通法違反事件及び自動車の保管場所の確保などに関する違反事件等
- 刑事部 - 事件の捜査及び処分の決定等
- 公安部 - 公安関係事件及び労働関係事件の捜査及び処分の決定等
- 公判部 - 公判運営一般。最高検及び高検では判例調査や少年事件審判関連等
- 特別刑事部 - 公安関係事件、労働関係事件、財政経済関係事件及び検事正が指定した事件の捜査及び処分の決定等
- 特別捜査部 - 財政経済関係事件及び検事正が指定した事件の捜査及び処分の決定等
- 監察指導部 - 検察庁における予算の執行、職員の服務及び倫理についての監察指導等

### 関連法令
- 国家公務員法
- 検察庁法
- 検察官の俸給等に関する法律
- 刑事確定訴訟記録法

法務省の訓令・刑総訓・人検訓
- 検察庁事務章程、被疑者補償規程、他
- 事件事務規程、執行事務規程、証拠品事務規程、徴収事務規程、記録事務規程、犯歴事務規程、他
- 検察官の初任給及び昇給に関する準則、他

## 人事
検事は、主に司法試験合格、司法修習を経てなる。副検事から内部試験を経て検事に昇格することもある。稀に、大学教授から法曹資格を経てなることもある。また、裁判官と検事の人事交流も行われている（判検交流）。
副検事には、主に検察事務官が内部試験を経てなる。稀ではあるが、試験を経て自衛隊の警務隊など検察事務官以外からなる例もある。その他、検察官を補助するものとして検察事務官がいる。実数としては、各検察庁ともに事務官が検察官を上回る。テレビのニュース映像でよく見られる家宅捜索の際にダンボール運びをしている者は主に検察事務官である。検察事務官は国家公務員II種・III種試験から採用される。検察庁は、法曹である検察官とその補助者たる検察事務官、検察技官から構成されている。
近年では、女性検察官の人数が増加しており、2020年3月31日現在で全体の19.7％まで達しており、検事に限れば25.4％となっている。
大阪地検などでは裁判員制度の対象事件は男女の検事がペアとなって担当する方針を明らかにしている。
各検察庁の長の名称等は下表の通り：
| 検察庁     | 長の名称   | 次席の名称 |
| ---------- | ---------- | ---------- |
| 最高検察庁 | 検事総長   | 次長検事   |
| 高等検察庁 | 検事長     | 次席検事   |
| 地方検察庁 | 検事正     | 次席検事   |
| 区検察庁   | 上席検察官 |            |

各検察庁の検察官の職に補される検察官の種類は下表の通りである。検事総長、次長検事、検事長および副検事は特定の種類の庁にしか置かれない。他方、検事は全ての種類の庁に置かれる。
| 検察官の種類 | 最高検 | 高検 | 地検 | 区検 |
| ------------ | ------ | ---- | ---- | ---- |
| 検事総長     | ○      |      |      |      |
| 次長検事     | ○      |      |      |      |
| 検事長       |        | ○    |      |      |
| 検事         | ○      | ○    | ○    | ○    |
| 副検事       |        |      |      | ○    |

### 検察庁幹部
検察庁幹部のうち、認証官について一覧を掲げる。
| 官職                   | 氏名       | 就任年月日     | 学歴                 | 検事任官 | 前職                   |
| ---------------------- | ---------- | -------------- | -------------------- | -------- | ---------------------- |
| 検事総長               | 畝本直美   | 2024年7月9日   | 中央大学法学部卒     | 1985年   | 東京高等検察庁検事長   |
| 次長検事               | 山元裕史   | 2024年7月9日   | 一橋大学法学部卒     | 1988年   | 東京地方検察庁検事正   |
| 東京高等検察庁検事長   | 川原隆司   | 2025年7月17日  | 慶應義塾大学法学部卒 | 1987年   | 法務事務次官           |
| 大阪高等検察庁検事長   | 菊池浩     | 2025年7月17日  | 東京大学法学部卒     | 1988年   | 名古屋高等検察庁検事長 |
| 名古屋高等検察庁検事長 | 松本裕     | 2025年7月17日  | 大阪大学法学部卒     | 1989年   | 福岡高等検察庁検事長   |
| 広島高等検察庁検事長   | 浦田啓一   | 2024年12月10日 | 東京大学法学部卒     | 1987年   | 公安調査庁長官         |
| 福岡高等検察庁検事長   | 山本真千子 | 2025年7月17日  | 大阪市立大学法学部卒 | 1989年   | 札幌高等検察庁検事長   |
| 仙台高等検察庁検事長   | 鈴木真理子 | 2024年9月11日  | 上智大学法学部卒     | 1985年   | 最高検察庁公判部長     |
| 札幌高等検察庁検事長   | 山田利行   | 2025年7月17日  | 慶應義塾大学法学部卒 | 1990年   | 横浜地方検察庁検事正   |
| 高松高等検察庁検事長   | 瀬戸毅     | 2024年12月10日 | 早稲田大学法学部卒   | 1987年   | 法務総合研究所長       |

## 業務

### 公訴
検察権を行使する権限を有する官庁は、あくまで独任官庁（つまりは一人ひとりの検察官が一つの役所としての権能を有しているという意味）と称される個々の検察官である。検察官は刑事事件の司法的処理を担当することを主な任務としている。
その場合、警察から送致（マスコミ用語では「送検」）された事件に対する捜査を行い、公訴の提起の是非を定め、公訴提起（起訴）後は、同事件に対して、裁判所が公正かつ適正な法適用を行うよう求めるための訴訟活動を行う。起訴に関しては起訴独占主義が取られ、ごく限定的な例外（付審判制度・検察審査会による起訴議決制度）を除き検察官のみがなしうることとされている。
その他、人事訴訟の際の一方当事者となることがある。また、検事は法務省や他省庁に出向し、立法に関与したり、政府における法律の専門家として活動したりすることもある（例：国が当事者となる訴訟における指定代理人としての訟務検事）。

## 法務省と検察庁

### 業務の各役割
法務省には法務省以外に特別の機関として検察庁が存在する。組織上、検察庁は法務省の下部組織のように見えるが、序列関係は法務事務次官よりも検事総長の方が上位である。
検事任官のキャリア国家公務員を中心に、主に法務省と検察庁の間で人事異動を繰り返す（法務省〜検察庁〜裁判官間の人事交流がある）。
法務省の役割は「基本法制の維持・整備」「法秩序の維持」「国民の権利擁護」「国の利害に関係のある争訟の統一的かつ適正な処理」「適正な出入国管理の実施」などの事務業務が主となる。“赤レンガ派”とも“司法官僚”とも呼ばれる。
一方、検察庁は国家社会の治安維持に任ずることを目的とし、刑事事件について捜査および起訴・不起訴の処分を行い、裁判所に対して、法の正当な適用を請求・裁判の執行を指揮監督するなどの権限を持っており、捜査および捜査の指揮・監督を担当する。

### 昇任
検察庁および法務省の主要ポストは、共に司法試験合格後に検事任官された“検事”が占める。国家I種試験合格の国家公務員も他省庁のキャリア国家公務員同様、本省課長までは昇任するが、本省局長以上のポストに就くことは稀といえる。他の省庁とは違う特殊な省庁といえる。

## 問題点と議論

### 裏金問題
元来、民主主義的な基盤が薄弱であり、例外を除き公訴権限を独占するなど、検察官に対する権限についての批判が高まり、司法制度改革によって検察審査会の勧告に法的拘束力を持たせるなどの試みが行われてはいる。
しかし、元検察幹部による裏金告発や検察の捜査に対する手法を「国策捜査」だとする批判も起こっている。北海道警裏金事件や岐阜県庁裏金問題等数多くの裏金事件を検察がことごとく黙認したことも検察批判を拡大させることになった。

### 捜査情報の「リーク」と報道への「事前検閲」
「検察は記者クラブに加盟している報道機関に捜査情報をリークしている」という指摘がなされることがある。記者クラブでは検察側による記事内容の「事前検閲」が常態化しているとされ、検察側は自己に不都合と考えられる報道を行った加盟報道機関に対しては検察関連施設への「出入り禁止」措置を取っているという指摘もある。また、検察は記者クラブに加盟していない報道機関による取材を拒否したことがある。

### 裁判所との関係
一般的に、検察庁は弁護士と比べて裁判所との結びつきが強いと言われている。顕著な例としては判検交流があり、裁判所との親密な関係を示すものとされている。このような関係は、刑事裁判において検察に有利な訴訟指揮が行われる危険性をはらんでおり、誤判が起こる一因となっているのではないかとの指摘がある。
日本の刑事司法では、全裁判所における令状請求の却下率は、1968年から1990年代後半までの推移は、逮捕状で0.20%から0.04%、勾留請求で4.57%から0.26%まで減少している。裁判所がきちんとチェックすると、勾留請求の却下は10%ぐらいはあるため、1990年以降の却下率の低さは異常であり、裁判所が検察の令状請求にノーチェックで応じていると言われてもしょうがないと言われている。検事を疑わない裁判官が存在することや、検察官の追認役ではないかという批判もある。さらに司法修習同期の情実が公正な手続きを害しているという指摘もなされている。

### 最高裁判所との関係
最高裁判所判事15人のうちおおむね2人は検察官出身の判事であるが、この選出については、最高裁判所長官から複数候補者について提示を受ける。東京高検検事長、次長検事を筆頭に、他の地方の高検検事長が就任する事例が多い。また以下のとおり最高裁判所判事を退官したあとに再就職したり弁護士会名簿登録をしたりする例もある。
| 元検事     | 最高裁判事任期  | 再就職の一部                                                                                       |
| ---------- | --------------- | -------------------------------------------------------------------------------------------------- |
| 井嶋一友   | 1995年 - 2002年 | ランドビジネス                                                                                     |
| 甲斐中辰夫 | 2002年 - 2010年 | オリンパス第三者委員会、日本航空、オリエンタルランド、みずほ銀行、みずほFG、日本年金機構事案委員会 |
| 横田尤孝   | 2010年 - 2014年 | 長島・大野・常松法律事務所顧問、日本原燃、千葉銀行、日本郵政グループJP改革実行委員会委員           |

### 経済・社会との関係
近年では、検察の経済界との関係が冤罪事件の原因だと主張する者もいる（堀江貴文など）。
堀江（ライブドア事件で逮捕）は自らの経験から、検察庁が事件をつくりＯＢのヤメ検が弁護をするということは「法曹界の仕事「マッチポンプ」のようであると主張している。また、近年の経済事件の厳罰化が企業のコンプライアンス（法令順守）需要をもたらし、多くの企業が検察ＯＢを多額の報酬で迎え入れるようになったと堀江は主張している。捜査権限と起訴権限の両方を持っている検察が経済事件に本格的に介入することで、企業全体を財布代わりにしようと考えているに等しいと批判しており、警察のパチンコ業界の自主規制団体に天下りしている構図と同じであるが、検察の方がよりタチが悪いという。
| 元検事総長 | 再就職の一部                                                                    |
| ---------- | ------------------------------------------------------------------------------- |
| 松尾邦弘   | AGC、トヨタ自動車、三井物産、損害保険ジャパン、エイベックスなど                 |
| 原田明夫   | 住友商事、資生堂、セイコーホールディングス、三菱UFJフィナンシャル・グループなど |
| 北島敬介   | 大和証券グループ、日本郵船など                                                  |
| 土肥孝治   | 関西テレビ、阪急電鉄、小松製作所、積水ハウス、関西電力など                      |
| 吉永祐介   | 東京海上火災保険、大丸、ベネッセ、エス・ビー・ビーなど                          |
| 岡村泰孝   | トヨタ自動車、三井物産など                                                      |
| 前田宏     | 日本テレビ放送網、住友商事など                                                  |

### 取調べの可視化
- 2019年6月1日から、取調べの全過程を録音・録画することを義務付ける改正刑事訴訟法が施行された[22]。しかし、重大事件の否認事件や責任能力に問題のある事件など、対象事件は限定されているため、日本弁護士連合会や刑事訴訟法学者の一部は、諸外国の立法例に倣い、全取調べの様子を録音・録画することを引き続き求めている。取調べの様子をより広範に録音・録画する「可視化」は、大阪地検特捜部主任検事証拠改ざん事件などを契機として一層強く求められるようになった。しかし、検事が可視化を中断する事例があり、冤罪の一因となりかねないとして、批判の的となっている[23]。

## 特捜検察と公安検察

### 特捜検察
捜査を主眼とする検察として、証拠を追って事実の解明を重視する立場をとることから、疑獄事件など政治家が関与する案件では事態の拡大をためらわない立場に立つことが多い。批判として、検察が独走し特定の政治的効果を及ぼす「検察ファッショ」である、との批判を受けることがある。
- 小林芳郎 - 大阪控訴院検事長。同人社出身
- 武富済 - 検察官（大逆事件の幸徳事件）、大審院検事（扱）。弁護士、衆議院議員・立憲民政党総務。東京帝大法科大学卒
- 小原直 - 検察官（大逆事件の幸徳事件）、司法大臣。東京帝大法科大学卒
- 木内曽益 - 次長検事。東京帝大法学部卒
- 馬場義続 - 東京地検検事正、検事総長。東京帝大法学部卒
- 田中萬一 - 初代東京地検特捜部長、最高検刑事部長。中大法学部卒
- 山本清二郎 - 東京地検特捜部長、次長検事、大阪高検検事長、中央大総長。中大法学部卒
- 河井信太郎 - 東京地検特捜部長、大阪高検検事長。中大法学部卒
- 吉永祐介 - 東京地検特捜部長、検事総長。岡山大法学部卒

### 中立
- 清原邦一 - 公職追放ののち検事総長就任。東京帝大法学部卒

### 公安検察
戦前は思想検察（思想係検事）と言われ、戦前に法制化されていたことがあった大逆罪、治安維持令、治安維持法、思想犯保護観察法違反などの事件を扱い、府県警察部の特高課や外事課、各警察署の特高係や外事係を指揮した。日本の降伏後、連合国軍最高司令官総司令部（GHQ）が発した「人権指令」によって、特高警察や外事警察は廃止され、構成員の半数近くが公職追放されたが、思想検察においては、公職追放された検事は最小限に留まったことから、ほぼ無傷な状態で生き残った。その後、労働検察（労働係検事）を経て、公安検察（公安係検事）として戦後治安体制の中核を担っている。公安検察は、全検察中の「時の花形」とも称されるエリートコースであり、法務省と検察庁を往復するキャリアを積む。公安検察は、主に公安警察から送致された事件について立件の可否を判断するが、近年では極左暴力集団による事件が激減したため、薬物事件や暴力団などの組織犯罪も扱っている。
- 平沼騏一郎 - 検事総長、大審院長、司法大臣、内務大臣、枢密院議長、内閣総理大臣。国本社発起人、日大総長、大東文化学院総長。戦後A級戦犯。東京帝大法科大学卒、法学博士
- 鈴木喜三郎 - 大審院判事、検事総長、司法大臣、立憲政友会総裁、国本社幹部。東京帝大法科大学仏法科卒
- 小山松吉 - 司法大臣（神兵隊事件他）、検事総長（京都学連事件）、法政大総長。獨逸学協会学校卒
- 林頼三郎 - 検事総長、大審院長、司法大臣（思想犯保護観察法成立）、枢密顧問官。公職追放ののち中央大総長。東京法学院卒、法学博士
- 光行次郎 - 司法省人事局長、東京控訴院検事長、検事総長（思想犯保護観察法成立）、貴族院議員。東京帝大法科大学卒
- 塩野季彦 - 東京地裁検事局検事正（思想部設置の他に三・一五事件）、司法大臣（帝人事件の影の主役）、大審院検事局次長、公職追放。東京帝大法科大学卒
- 岩村通世 - 検事総長、司法大臣。のち弁護士。東京帝大法科大学独法科卒
- 松阪広政 - 東京地裁検事局次席検事（思想部設置の他に三・一五事件）、司法大臣、検事総長、A級戦犯、公職追放。東京帝大法科大学英法科卒
- 池田克 - 大審院検事局次長、司法省刑事局長・思想部長、弁護士、公職追放ののち最高裁判所判事。東京帝大法科大学仏法科
- 中野並助 - 検事総長、公職追放。のち弁護士。東京帝大法科大学卒
- 木村篤太郎 - 検事総長、司法大臣、公職追放ののち保安庁長官、防衛庁長官。東京帝大法科大学英法科卒
- 岸本義広 - 東京高検検事長（宇都宮徳馬事件）。自民党衆議院議員、公選法違反。東京帝大法学部卒
- 井本台吉 - 検察官（人民戦線事件、ゾルゲ事件）、公職追放ののち弁護士、検事総長、英霊にこたえる会会長。東京帝大法学部卒

## 発行物
検察庁
- 『検察統計月報』
- 『選挙関係統計報告』、『検察審査会議決事件統計』、他（1年）[注釈 6]
- 『検務実務家会同』、『全国次席検事会同』、他（3年）
- 『検察月報』、『検察月報抄録』、『検察資料』、『選挙事件報告』、『検察審査会事件報告』、他（5年）。
- 『検察研究特別資料』、『検察研究調査報告書』、『人事院協議結果』、他（10年）
- 『秘密文書保管簿』、『秘密文書保存簿』、『秘密文書管理簿』（30年）

法務省
- 『検察統計調査 検察統計（年次・月次）』（『検察統計調査』）[注釈 7]